# Bruno Junk
Bruno Junk ros. Бруно Петрович Юнк (ur. 27 września 1929 w Valdze, zm. 22 września 1995 w Tartu) – estoński lekkoatleta (chodziarz) startujący w barwach ZSRR, dwukrotny medalista olimpijski.
Zdobył brązowy medal w chodzie na 10 000 metrów na igrzyskach olimpijskich w 1952 w Helsinkach, za Johnem Mikaelssonem ze Szwecji i Fritzem Schwabem ze Szwajcarii. Na kolejnych igrzyskach olimpijskich w 1956 w Melbourne Junk ponownie zdobył brązowy medal, tym razem w chodzie na 20 kilometrów, za kolegami z reprezentacji ZSRR Leonidem Spirinem i Antanasem Mikėnasem. Nie ukończył chodu na 20 kilometrów z powodu dyskwalifikacji na mistrzostwach Europy w 1958 w Sztokholmie.
Junk był mistrzem ZSRR w chodzie na 20 kilometrów w 1951 i 1955, w chodzie na 20 kilometrów w 1952 i 1953 oraz wicemistrzem w chodzie na 20 kilometrów w 1958. Ośmiokrotnie zdobywał mistrzostwo Estonii. Był rekordzistą świata w chodzie na 15 kilometrów z czasem 1:08:08 osiągniętym w 1951 oraz wielokrotnym rekordzistą ZSRR na różnych dystansach.
Po zakończeniu kariery zawodniczej był trenerem i działaczem lekkoatletycznym, a także dyrektorem departamentu w ministerstwie spraw wewnętrznych Estonii.
Rekordy życiowe Junka:
| Konkurencja           | Data i miejsce | Wynik     |
| --------------------- | -------------- | --------- |
| chód na 5 kilometrów  | 1952           | 20:41,4   |
| chód na 10 kilometrów | 1948           | 43:20,6   |
| chód na 20 kilometrów | 1956           | 1:28:04,8 |
| chód na 30 kilometrów | 1958           | 2:34:30,6 |
| chód godzinny         | 1956           | 13 328 m  |